# Bob Tway
Bob Tway (* 4. Mai 1959 in Oklahoma City, Oklahoma) ist ein US-amerikanischer Profigolfer der PGA Tour und gehört zum Kreis der Major Sieger.

## Werdegang
Im Alter von 5 Jahren brachten ihm sein Vater und sein Großvater das Golfspiel bei. Mit 7 spielte Bob sein erstes Turnier. Er besuchte die Oklahoma State University und wurde 1981 Berufsgolfer.
Ab 1985 bespielte Tway die PGA Tour und schon ein Jahr später gelang ihm sein größter Erfolg mit dem Gewinn der PGA Championship. Diese Saison 1986 war überhaupt seine beste mit drei weiteren Turniersiegen. Insgesamt hat er bislang acht Siege auf der großen nordamerikanischen Turnierserie zu Buche stehen und sein Karrierspreisgeld übersteigt 14 Mio. $.
Bob Tway lebt in Edmond, Oklahoma. Sein Sohn Kevin gewann 2005 den U.S. Junior Amateur Titel an seinem 17. Geburtstag.

## PGA Tour Siege
- 1986: Shearson Lehman Brothers Andy Williams Open, Manufacturers Hanover Westchester Classic, Georgia-Pacific Atlanta Golf Classic, PGA Championship
- 1989: Memorial Tournament
- 1990: Las Vegas Invitational
- 1995: MCI Classic
- 2003: Bell Canadian Open

Major Championship ist fett gedruckt.

## Andere Turniersiege
- 1980: Georgia Open (als Amateur, geteilt mit Tim Simpson)
- 1985: Oklahoma Open
- 1987: Oklahoma Open
- 1987: Chrysler Team Championship (mit Mike Hulbert)
- 1996: Mexican Open